# Coniopteryx prehensilis
Coniopteryx prehensilis là một loài côn trùng trong họ Coniopterygidae thuộc bộ Neuroptera. Loài này được Murphy & Lee miêu tả năm 1971.